# La Chapelle-Janson
La Chapelle-Janson è un comune delegato del comune di La Chapelle-Fleurigné, situato nel dipartimento dell'Ille-et-Vilaine nella regione della Bretagna. In precedenza comune francese, il 1º gennaio 2024 è confluito insieme all'ex comune di Fleurigné nel nuovo comune di La Chapelle-Fleurigné.

## Società

### Evoluzione demografica
Abitanti censiti